# Etelka Kenéz Heka
Etelka Kenéz Heka (Gajić, 26 ottobre 1936 – Hódmezővásárhely, 5 maggio 2024) è stata una poetessa, scrittrice e cantante ungherese.

## Biografia
Nacque a Gajić (in ungherese Hercegmárok), una cittadina croata nei pressi del confine ungherese, da János Heka e Etelka Stok, che morì quando lei aveva otto anni. Uno dei due fratelli di Etelka, il maggiore, morì undicenne a causa di una granata, esplosa nel corso della seconda guerra mondiale. 
Frequentò una scuola media di lingua ungherese e studiò in un liceo serbo-croato nella città di Monostorszeg. Dopo essersi laureata presso il corso di studi di Magistero a Subotica, prese lezioni di canto dalla cantante d'opera Margit Markovics.
Esordì come cantante presso la radio di Novi Sad. Poi, nel 1966, la sua carriera ebbe una svolta internazionale a Vienna, in Germania Ovest e anche in Danimarca. Nel 1974 Etelka visitò per la prima volta l'Ungheria, nazione nella quale conobbe il suo futuro marito Ernő Kenéz, cantante d'opera a Budapest. Ben presto si trasferirono a Vienna dove si sposarono e aprirono un ristorante. La coppia ritornò in Ungheria nel 1998, ma poco dopo l'uomo morì a Hódmezővásárhely, sua città natale. Etelka Kenéz Heka fu cittadina di tre nazioni: Croazia, Ungheria e Austria. Dopo essere rimasta vedova visse a Hódmezővásárhely tra Vienna e Seghedino. 
Pubblicò 90 libri tra cui diversi volumi di poesia, novelle, e anche un libro di cucina, ricevendo diversi premi. Divenne nota anche per il suo mecenatismo: nel 2007 istituì infatti la fondazione Ernő Kenéz ed Etelka Kenéz Hek. A Hódmezővásárhely ogni anno ha luogo una festa dove i giovani cantanti più talentuosi vengono premiati con un anello offerto dalla Fondazione stessa.